# فرودگاه اگادیر المسیره
فرودگاه اگادیر المسیره (به انگلیسی: Agadir–Al Massira Airport) یک فرودگاه همگانی با کد یاتا AGA است که یک باند فرود آسفالت دارد و طول باند آن ۳۲۰۰ متر است. این فرودگاه در شهر اگادیر کشور مراکش قرار دارد و در ارتفاع ۶۹ متری از سطح دریا واقع شده‌است.

## شرکت‌های هواپیمایی و مقصدهای پروازی

### Scheduled flights
| شرکت‌های هواپیمایی                                         | مقصدهای پروازی |
| --------------------------------------------------------- | --- |
| ایر عربیا مغرب                                            | کلن بن (آغاز از ۲ اکتبر ۲۰۱۷), کپنهاگ (آغاز از ۱ اکتبر ۲۰۱۷), دوبلین (آغاز از ۴ اکتبر ۲۰۱۷), منچستر (آغاز از ۱ اکتبر ۲۰۱۷), مونیخ (آغاز از ۲ اکتبر ۲۰۱۷), استکهلم-آرلاندا (آغاز از 3 October), تولوز-بلانیاک (آغاز از ۳ اکتبر ۲۰۱۷) |
| ایر فرانس                                                 | فصلی: شارل دوگل پاریس |
| بینتر کاناریاس                                            | گرن کناریا فصلی: تنریف شمالی |
| بروکسل ایرلاینز                                           | فصلی: بروکسل |
| کوندور فلوگدینست                                          | برلین شونفلد، فرانکفورت، لایپزیگ/هال، مونیخ فصلی: دوسلدورف |
| ایزی‌جت                                                    | گاتویک، منچستر (آغاز از ۱ اکتبر ۲۰۱۷) |
| یورو وینگز                                                | وین (آغاز از ۴ نوامبر ۲۰۱۷) |
| یورو وینگز                                                | دوسلدورف (آغاز از ۲۹ اکتبر ۲۰۱۷), مونیخ (آغاز از ۱ نوامبر ۲۰۱۷) |
| لوکزایر                                                   | فصلی: لوگزامبورگ - فیندل |
| نروجین ایر شاتل                                           | فصلی: کپنهاگ، گاردرموئن اسلو، استکهلم-آرلاندا |
| هواپیمایی پادشاهی مراکش                                   | محمد پنجم، داخله، حسن ۱، اورلی فصلی: دوویل سنت-گیشن، متز-نانسی-لورن، نانت آتلانتیک، فرنسیسکو جسا کارنئیرو |
| هواپیمایی پادشاهی مراکش اجرا توسط Royal Air Maroc Express | محمد پنجم |
| رایان‌ایر                                                  | بروکسل جنوب شرلروآ، استانستد لندن، ویزه فصلی: مارسی پروانس |
| سان‌اکسپرس دویچلند                                         | کلن بن, فرانکفورت، لایپزیگ/هال، مونیخ |
| تاپ پرتغال                                                | چارتر فصلی: فرنسیسکو جسا کارنئیرو |
| Thomson Airways                                           | گاتویک، منچستر فصلی: بیرمنگام |
| ترانساویا.کام                                             | اسخیپول آمستردام |
| ترنسویا فرانس                                             | لیون-سینت اگزوپری، اورلی |
| TUI fly Belgium                                           | بوردو–مریگناک، بروکسل، لیون-سینت اگزوپری، مارسی پروانس، اورلی، تولوز-بلانیاک فصلی: لیل، نانت آتلانتیک |
| تی‌یوآی‌فلای                                                | فصلی: بازل-مولوز-فرایبورگ اروپا، هانوفر |
| ویز ایر                                                   | بوداپست فرنک لیست (آغاز از 3۱ اکتبر ۲۰۱۷), کاتوویتس (آغاز از ۲ نوامبر ۲۰۱۷), ویلنیوس (آغاز از ۱ نوامبر ۲۰۱۷), شوپن ورشو, وروتسواف کوپرنیکوس (آغاز از ۲ نوامبر ۲۰۱۷)                                                                 |

### پروازهای چارتر
| شرکت‌های هواپیمایی    | مقصدهای پروازی                                                |
| -------------------- | ------------------------------------------------------------- |
| آدریا ایرویز         | چارتر: لیوبلیانا                                              |
| آلبااستار            | چارتر: میلانو مالپنسا                                         |
| بی‌اچ ایر             | چارتر: صوفیه                                                  |
| انتر ایر             | چارتر: کاتوویتس، شوپن ورشو، وروتسواف کوپرنیکوس، پوزنان-لاویکا |
| فن‌ایر                | چارتر فصلی: هلسینکی                                           |
| جت تایم              | چارتر: بیلاند، کپنهاگ                                         |
| اسمارت‌لینکس ایرلاینز | چارتر: پراگ رازیون، ریگا، لنارت مری تالین                     |
| تاپ پرتغال           | چارتر فصلی: لیسبون پورتلا                                     |